# South Australian Football Association 1880
South Australian Football Association 1880 var fjerde sæson i australsk fodbold-ligaen South Australian Football Association. Ligaen havde deltagelse af syv hold, som sluttede i følgende rækkefølge:
1. Norwood Football Club
2. Victorian Football Club
3. South Adelaide Football Club
4. South Park Football Club
5. Kensington Football Club
6. Port Adelaide Football Club
7. Adelaide Football Club

Norwood vandt dermed for tredje gang i træk ligaen som en del af en stime på seks titler i træk.